# Rückmeldung (Studium)
Die Rückmeldung an einer Hochschule ist ein Verwaltungsvorgang, bei dem ein Student erklärt, dass er sein Studium auch im nächsten Semester an derselben Hochschule fortsetzen will. Diese Meldung ist in jedem Semester erforderlich.

## Inhalt der Rückmeldung
Zur Fortsetzung des Studiums im folgenden Semester sind in der Regel folgende Handlungen erforderlich:
- Das Bestehen einer Krankenversicherung oder Nachweis, dass eine Versicherungspflicht nicht besteht,
- das Entrichten von festgelegten Gebühren und Beiträgen für die Fortsetzung des Studiums sowie
- weitere, von der Hochschule verlangte Nachweise zur Fortsetzung des Studiums.

Weitere Nachweise können von der Hochschule auf Grundlage ihrer Ordnungen und den Hochschulgesetzen der Länder individuell geregelt werden. Ein Beispiel ist der Nachweis des Abschlusses des Bachelorstudiums bei vorläufiger Zulassung für ein Masterstudium.

## Ablauf und Frist der Rückmeldung
Die Fristen und zu zahlenden Beiträge und Gebühren werden von den Hochschulen auf ihrem Internetauftritt sowie durch Aushang bekannt gemacht. Im Regelfall werden durch die Hochschulen Rückmeldeaufforderungen auf dem Postweg oder auf elektronischem Wege versandt, wobei damit nicht zwingend zu rechnen ist. Maßgeblich für den Ablauf sind dafür die Ordnungen der jeweiligen Hochschulen (beispielsweise Immatrikulationsordnung oder Studienordnung) sowie die Hochschulgesetze der Länder. Die Rückmeldung zum folgenden Semester muss in der Regel zu einem festgelegten Stichtag erfolgt sein, welcher meist in der Vorlesungszeit des vorhergehenden Semesters liegt.
Für eine Rückmeldung nach dem festgelegten Stichtag ist eine verspätete Rückmeldung meist bis zum letzten Tag des vorhergehenden Semesters möglich, für welche jedoch oft Gebühren bzw. Säumniszuschläge für eine verspätete Rückmeldung erhoben werden. Erfolgt die (verspätete) Rückmeldung auch nicht bis zum Ende des Semesters, hat dies regelmäßig die Exmatrikulation zur Folge. Gegen den Exmatrikulationsbescheid ist innerhalb der genannten Frist ein Widerspruch bzw. eine Anfechtung möglich. Wenn diese nicht erfolgreich ist, kann das Studium dann im folgenden Semester nicht mehr fortgesetzt werden. In der Regel ist dann eine Neubewerbung um einen Studienplatz erforderlich.

## Gebühren und Beiträge zur Rückmeldung
Die Gebühren für die Rückmeldung werden in den seltensten Fällen von der Hochschule bestimmt, sondern maßgeblich durch die Satzungen der Studierendenschaften und der Studentenwerke für deren Beiträge sowie durch landesrechtliche Regelungen für Studiengebühren und Verwaltungsgebühren bestimmt.
Die für die Rückmeldung zu zahlenden Beiträge setzen sich im Regelfall zusammen aus
- einem Beitrag zur Studierendenschaft, welcher von dieser festgelegt wird,
- einem Beitrag zum Studentenwerk, welcher von diesem auch festgelegt wird,
- einem Beitrag zum Semesterticket, welcher aufgrund von Verträgen zwischen den Verkehrsbetrieben und den Studierendenschaften (oder selten auch den Studentenwerken) vereinbart wurde und dessen Erhebung durch Ordnung von Studierendenschaft und Studentenwerk festgelegt wird,
- einem Säumniszuschlag, sofern die Rückmeldung nicht fristgerecht erfolgte sowie
- in Bundesländern, in denen Gebühren erhoben werden, auch aus Studiengebühren oder Verwaltungsgebühren aufgrund der landesrechtlichen Regelungen und Ordnungen der jeweiligen Hochschulen.

Die Beiträge zur Studierendenschaft können dabei weiter aufgliedert sein und können beispielsweise Beiträge für den Hochschulsport, für die Fachschaften sowie zu Sozialfonds, beispielsweise zur Unterstützung bei Zahlungen zum Semesterticket, enthalten.
Der fällige Betrag wird in der Regel durch den Studierenden auf ein Konto der Hochschule überwiesen. Für den rechtzeitigen Eingang des Geldes sind dabei die Laufzeiten für eine Überweisung zu beachten. An vielen Hochschulen kann der Betrag auch vor Ort bar oder mit Girocard an einer Kasse oder einem Automaten gezahlt werden. Dazu unterhalten die Hochschulen Universitätskassen. Bei einer Zahlung vor Ort gilt der Zahlungsbetrag sofort als eingegangen.
Sollte das Studium vor Beginn des nächsten Semesters oder gleich zum Semesterbeginn abgeschlossen oder abgebrochen werden, werden die Beiträge ganz oder teilweise zurückerstattet. Oft erfolgt eine zumindest teilweise Rückerstattung der Beiträge auch dann, wenn das Studium erst in den ersten Wochen des folgenden Semesters beendet oder abgebrochen wird.

## Folgen einer verspäteten oder nicht erfolgten Rückmeldung
Neben der o. g. ultimativen Folge der Exmatrikulation, sofern die Rückmeldung nach dem Stichtag nicht rechtzeitig nachgeholt wird, führt ein Fristversäumnis zunächst zur Erhebung eines Säumniszuschlages. Die Rückmeldung ist dann nach Überschreiten der Rückmeldefrist nur vollständig, wenn auch der Säumniszuschlag vollständig gezahlt  wurde.
Weiterhin werden die Rückmeldeunterlagen, wie beispielsweise das Semesterticket und Studienbescheinigungen nur dann gedruckt oder als elektronisches Dokument bereitgestellt, wenn die Rückmeldung bereits erfolgt ist. Sollte die Rückmeldung erst sehr verspätet nachgeholt werden, stehen das Semesterticket und weitere Dokumente unter Umständen nicht rechtzeitig zum Beginn des neuen Semesters zur Verfügung, so dass der Status als Studierender ggf. vorerst Dritten gegenüber nicht nachgewiesen werden kann.